# Berlinde De Bruyckere
Berlinde De Bruyckere est une artiste belge, connue pour ses sculptures, ses dessins et ses installations, née à Gand en 1964.

## Vie et œuvre
Berlinde De Bruyckere grandit dans le quartier ouvrier de Muide à Gand. Elle étudie les arts monumentaux à l'école Saint-Luc de Gand.
On connait d'elle les « hommes couvertures » : vulnérables, corps dans un triste état avec couvertures sur la tête. Les couvertures étouffent, mais fournissent aussi une protection. Les thèmes récurrents de son œuvre sont la vulnérabilité, l'éphémère et de la solitude. Elle traite souvent les corps des chevaux, mais aussi les corps déformés et les arbres.
En 2000, son travail avec cinq chevaux morts, In Flanders Fields, une critique de la Première Guerre mondiale, est exposé au musée In Flanders Fields d'Ypres.
En 2003, à l'occasion de la Biennale de Venise, où elle expose The Black Horse, la sculpture d’un corps de cheval déformé et sans yeux, elle perce au niveau international. Ses œuvres sont acquises par de grands musées en Belgique et à l'étranger. S'ensuivent des expositions individuelles chez Hauser&Wirth à Zürich (2004), à La Maison rouge, fondation Antoine-de-Galbert, Paris (2005), au musée De Pont d'art contemporain à Tilbourg (2005) et à la Kunsthalle de Düsseldorf (2006), avec Martin Honert. Elle a également participé à l'ARS 06 KIASMA à Helsinki (2006) et à la Biennale de Berlin (2006).
Ses œuvres suscitent souvent la controverse. Des sculptures de femmes flottant sur les canaux de Gand et des chevaux morts accrochés dans les arbres créent l'émoi et le dégoût. En 2007, elle réalise un travail monumental à la station de métro Simonis de Bruxelles. Toujours en 2007, elle expose ses travaux dans l'église Sainte-Agnès du béguinage de Saint-Trond sous le titre Should clouds be wasted, and little fish. Une vitrine en verre contenant des bûches en cire est placée au milieu du chœur de l'église. L'exposition met l'accent sur « un moment dans le temps avant toute vie animale ou humaine ». L'installation avait été précédemment montrée à Art Basel et en Italie.
En 2013, elle est désignée pour exposer au Pavillon belge de la Biennale de Venise,. La ministre Joke Schauvliege en dira : « Berlinde De Bruyckere appartient à une génération d'artistes flamands qui ont mis le nez à la fenêtre internationale au cours des dernières années. Mais ce qui me frappe aussi dans sa démarche artistique, c'est son engagement profondément humain. Je suis donc convaincue que cet artiste réalisera dans le pavillon une présentation solo très impressionnante ».
En 2014, a lieu Il me faut tout oublier à La Maison rouge à Paris, avec Philippe Vandenberg ainsi que la rétrospective Sculptures & Drawings 2000 - 2014 au S.M.A.K..

## Collections
- S.M.A.K. : I never promised you a rose garden, 1991[8]

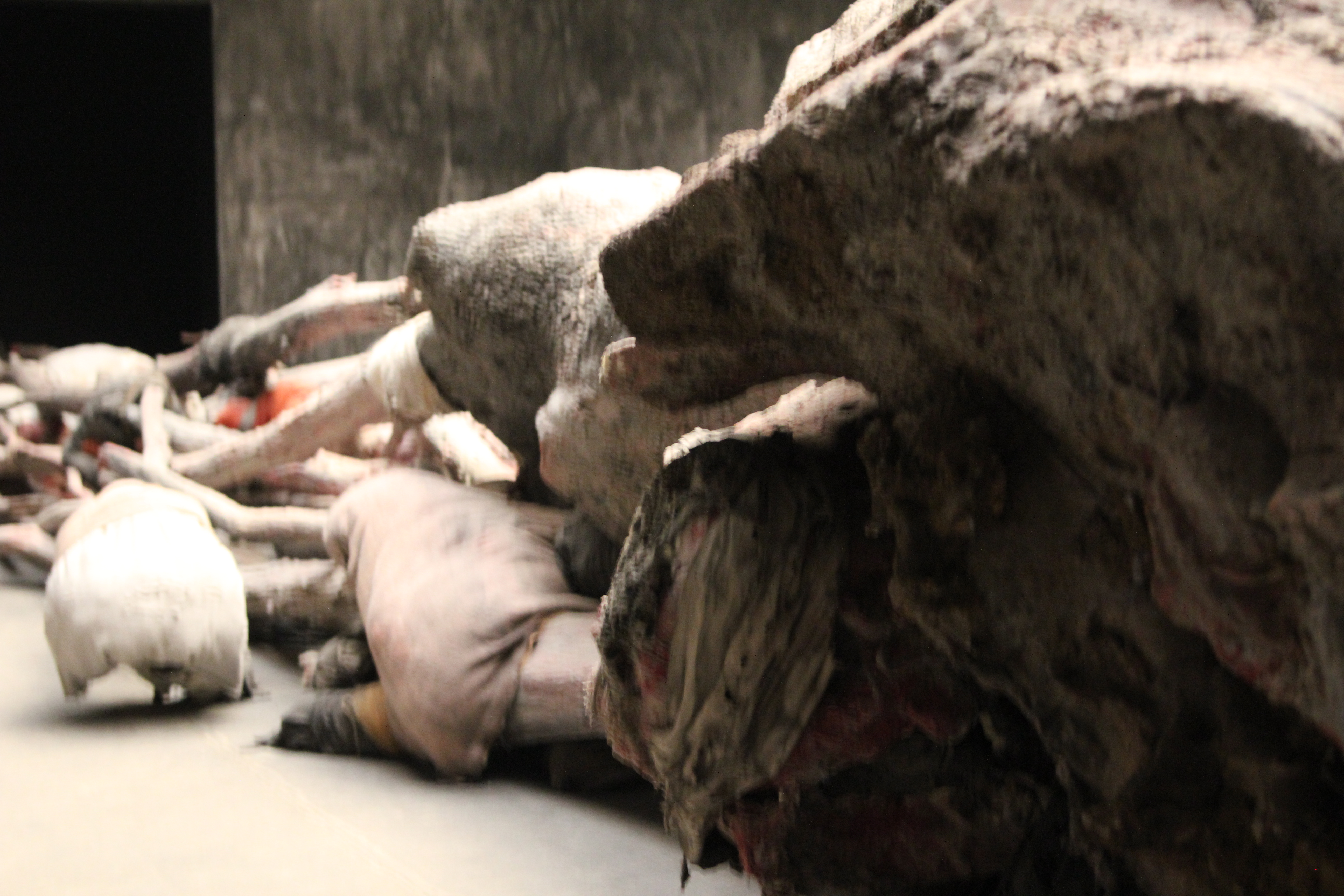
Œuvre de Berlinde de Bruyckère pour le Pavillon belge de la Biennale de Venise en 2013.

- MoMA : Un[9]

## Source
- (nl) Cet article est partiellement ou en totalité issu de l’article de Wikipédia en néerlandais intitulé « Berlinde De Bruyckere » (voir la liste des auteurs).